# Бианка де Медичи
Вижте пояснителната страница за други личности с името Бианка.
Биàнка Марѝя ди Пиèро де Мèдичи (на италиански: Bianca Maria di Piero de' Medici; * 10 септември 1445, Флоренция, Флорентинска република; † 20 юли 1505) е флорентинска благородничка, сестра на владетеля на Флоренция Лоренцо Великолепни, чрез брак господарка на Чивитела.

## Произход
Тя е първото дете на Пиеро де Медичи Подагрения (1416 – 1469), фактически господар на Флоренция, и на съпругата му Лукреция Торнабуони (1427 – 1482), поетеса. Има четирима братя и една или две сестри:
- Лукреция, известна като Нанина (1448 – 1493), съпруга от 1466 г. на известния писател хуманист Бернардо Ручелай
- Лоренцо „Великолепни“ (1449 – 1492), държавник, банкер, фактически владетел на Флорентинската република от 1469 г. до смъртта си и най-могъщият и ентусиазиран покровител на ренесансовата култура в Италия. Той също така е писател, меценат, поет и хуманист, както и един от най-значимите политици на Ренесанса, съпруг на Клариса Орсини.
- Джулиано де Медичи (1453 – 1478), фактически владетел на Флорентинската република, убит по време на Заговора на Паци, баща на папа Климент VII
- двама братя († като бебе)
- Мария (1455 – 1479), вероятно извънбрачна, съпруга от 1474 г. на Леонето де Роси, известен банкер, от когото има син – кардинал.

Има и един полубрат, роден преди брака на баща ѝ.

## Биография
Подобно на своите сестри и братя тя получава солидно хуманистично образование.
Омъжва се за господаря на Чивитела Гулиелмо де Паци през 1459 г. и де факто участва в Заговора на Паци, въпреки че съпругът ѝ не е замесен. Всъщност благодарение на наскоро придобитото родство брат му Франческо де Паци и чичо му Якопо де Паци влизат в семейно родство с Медичите и успяват да ги предадат. След като не успяват да осъществят нападение на обяда във Вилата на Медичите във Фиезоле поради отсъствието на брата на Бианка, Джулиано, той е убит, а брат ѝ Лоренцо е ранен от наемници на Великден 1478 г. в катедралата Санта Мария дел Фиоре във Флоренция. След заговора Бианка е заточена заедно със съпруга си въпреки невинността му. За децата, родени в изгнание, има много малко информация.
Умира през 1505 г. на 59 години.

## Брак и потомство
∞ август 1459 за Гулиелмо де Паци (* 6 август 1437, Флоренция; † 6 юли 1516), господар на Чивитела, от когото има девет сина и седем дъщери:
- Антонио де Паци (*/† 1460 като бебе)
- Джована де Паци, ∞ 1471 за Томазо Моналди
- Контесина де Паци, ∞ 1476 за Джулиано Салвиати
- Антонио де Паци (* 1462, † 1528), посланик и политик, гонфалониер на правосъдието (1521), втори господар на Чивитела
- Алесандра де Паци (* 1465), ∞ 1486 за Бартоломео Буонделмонти
- Козимо де Паци (* 9 декември 1466, Флоренция; † 8 април 1513, Флоренция), абат, архиепископ на Флоренция (1508 – 1513)
- Пиеро де Паци (*/ † 1468 като бебе)
- Лоренцо Алесандро де Паци (* 1470, † 1535), търговец, любител на изкуствата и латинист
- Коза де Паци, ∞ за Франческо ди Лука Капони
- Ренато де Паци, търговец на злато
- Лоренцо де Паци, политик и посланик
- Луиджа де Паци, ∞ 1494 за Фолко ди Едоардо Портинари
- Мадалена де Паци, ∞ за Орманоцо Дети
- Алесандро де Паци (* 1483, † 1530), посланик, учен и учен в областта на старогръцкия език
- Лукреция де Паци, ∞ за 1. Катани де Диачето, 2. 1500 за ... Мартели
- Джулиано де Паци (* 1486, † 1517), доктор по право, абат и каноник на Митрополита на Флоренция

## В изкуството
Най-малко два портрета са останали от нея. Единият е в група девойки на кон в сцената с Йоан VII Палеолог в Параклиса на влъхвите в Палацо Медичи, дело на Беноцо Гоцоли, където е момичето в центъра между двете ѝ сестри.
Другият е на Madonna del Magnificat на Сандро Ботичели, където някои виждат семейството на Пиеро Подагрения: има хипотеза, че Бианка е изобразена като ангел, който държи короната на Мадоната, отляво, докато отдясно короната се държи от сестра ѝ Нанина, а майка им Лукреция Торнабуони е в лицето на Дева Мария.